# Nuova Prigione di Bilibid
La Nuova Prigione di Bilibid (in inglese: New Bilibid Prison o semplicemente NBP) è una struttura detentiva nelle Filippine di massima sicurezza, situata nella città di Muntinlupa, poco a sud di Manila. Principale carcere dell'arcipelago, è gestito dalla Bureau of Corrections (BoC), con la collaborazione del Dipartimento di Giustizia.
Con una capienza regolamentare di circa 17 000 posti, al 2011 ospita oltre 36 000 carcerati o più del doppio consentito. L'area di detenzione è composta da tre campi: pene brevi, pene medie da cinque a vent'anni ed infine pene lunghe o "di massima sicurezza".
Costruito nel 1940, il penitenziario si estendeva originariamente su una superficie di circa 551 ettari, ma nel 1991 quasi un quarto di essi sono stati devoluti ad un progetto di edilizia residenziale del Dipartimento di Giustizia.
Benché noto come carcere di massima sicurezza, recentemente si è guadagnato una triste fama di "centro di traffico di stupefacenti", soprattutto durante gli anni del governo di Benigno Aquino III.

## Storia
La Vecchia Prigione di Bilibid, allora nota come Carcel y Presidio Correccional, occupava un lotto di terreno rettangolare facente parte della Mayhalique Estate, nel centro di Manila. Tale edificio fu costruito dalle forze coloniali spagnole il 25 giugno 1865 su decreto reale. Era suddiviso in due campi: il Carcel, capace di ospitare 600 detenuti, ed il Presidio, con una capienza di 527 posti.
Per via dell'aumento della criminalità, il governo filippino ordinò, attraverso il Commonwealth Act N. 67, la costruzione di un nuovo penitenziario che fosse distante dalla Vecchia Prigione. I lavori iniziarono nel 1936 con un budget di oltre un milione di pesos. Il nuovo carcere fu quindi edificato nella città di Muntinlupa, considerata allora sufficientemente lontana da Manila, su una superficie di circa 551 ettari. Nel 1940, i denenuti, le attrezzature e gli impianti furono trasferiti nella Nuova Prigione. I resti del vecchio penitenziario furono utilizzati dalla città di Manila come centro di detenzione locale, divenuto poi noto come Manila City Jail. Nel 1941 il nuovo penitenziario di Muntinlupa fu nominato ufficialmente Nuova Prigione di Bilibid.